# Bağcılar
Bağcılar ist eine Stadtgemeinde (Belediye) im gleichnamigen Ilçe (Landkreis) der Provinz Istanbul in der türkischen Marmararegion und gleichzeitig ein Stadtbezirk der 1984 gebildeten Büyükşehir belediyesi İstanbul (Großstadtgemeinde/Metropolprovinz). Bağcılar liegt auf der europäischen Seite der Großstadt und ist seit der Gebietsreform ab 2013 flächen- und einwohnermäßig identisch mit dem Landkreis.

## Geografie
Der Kreis/Stadtbezirk grenzt im Osten an Küçükçekmece, im Nordwesten an Başakşehir, im Nordosten und Osten an Esenler, im Südosten an Güngören und im Süden an Bahçelievler.

## Verwaltung
Ebenso wie sein Nachbarkreis Bahçelievler so wurde 1992 auch der Kreis Bağcılar durch das Gesetz Nr. 3806 vom Kreis Bakırköy abgespalten. Bağcılar mit seinen 22 Mahalle (Stadtviertel/Ortsteil) blieb der einzige Ort im Kreis.
Seit der Verwaltungsreform von 2013/2014 ist das Gebiet der Großstadt mit dem der Provinz identisch, in jedem der İlçe (untergeordnete staatliche Verwaltungsbezirke) besteht eine namensgleiche Stadtgemeinde (Belediye), die jeweils dessen gesamtes Gebiet umfasst. Sie ist einem Stadtbezirk gleichgestellt, wird in Mahalle unterteilt und ist der Großstadtgemeinde untergeordnet.

## Einwohnerentwicklung
Die Zuwanderung erfolgte seit den 1970er Jahren aus Anatolien und die Einwohnerzahl stieg von 8.593 im Jahre 1970 auf 757.162 (die höchste Einwohnerzahl seit 1992) im Jahre 2015. Dies bedeutet eine Zunahme um das 88-fache. Bağcilar war seit seiner Gründung 1992 bis 2014 der bevölkerungsreichste Landkreis/Stadtbezirk von İstanbul und auch der gesamten Türkei. 2015 (Jahresende), wurde Bağcılar von Küçükçekmece (3.902 Einw. mehr) auf den zweiten Platz verdrängt und belegt seit 2016 nur noch den 3. Rang.
Seit den 1990er Jahren wurden immer mehr Gecekondus in Bağcılar abgerissen, auf deren Fläche drei- bis sechsstöckige Wohngebäude errichtet wurden. 46 % der Bewohner von Bağcılar stammen aus Ost- und Südostanatolien sowie 28 % aus der Schwarzmeerregion. 30 % der Männer in Bağcılar sind Analphabeten, bei den Frauen ist der Anteil fast doppelt so hoch (58 %).
| Einwohnerentwicklung Bağcılar | Einwohnerentwicklung Bağcılar | Einwohnerentwicklung Bağcılar | Einwohnerentwicklung Bağcılar | Einwohnerentwicklung Bağcılar | Einwohnerentwicklung Bağcılar | Einwohnerentwicklung Bağcılar | Einwohnerentwicklung Bağcılar | Einwohnerentwicklung Bağcılar | Einwohnerentwicklung Bağcılar | Einwohnerentwicklung Bağcılar | Einwohnerentwicklung Bağcılar | Einwohnerentwicklung Bağcılar | Einwohnerentwicklung Bağcılar | Einwohnerentwicklung Bağcılar | Einwohnerentwicklung Bağcılar |
| Jahr                          | 1950                          | 1955                          | 1960                          | 1965                          | 1970                          | 1975                          | 1980                          | 1985                          | 1990                          | 1997                          | 2000                          | 2007                          | 2014                          | 2017                          | 2020                          |
| ----------------------------- | ----------------------------- | ----------------------------- | ----------------------------- | ----------------------------- | ----------------------------- | ----------------------------- | ----------------------------- | ----------------------------- | ----------------------------- | ----------------------------- | ----------------------------- | ----------------------------- | ----------------------------- | ----------------------------- | ----------------------------- |
| Einwohner                     | 3.869                         | 4.173                         | 3.568                         | 6.057                         | 8.593                         | 32.075                        | 82.247                        | 169.762                       | 306.586                       | 487.896                       | 559.894                       | 719.267                       | 754.623                       | 748.843                       | 737.206                       |

Ende 2020 lebten im Durchschnitt 33.509 Menschen in jedem Mahalle, 54.582 im bevölkerungsreichsten (Demirkapı Mah.). Nur 2 Mahalle hatten weniger als 20.000 Einwohner.

## Persönlichkeiten
- Ömer Beyaz (* 2003), Fußballspieler